# Lispocephala nana
Lispocephala nana är en tvåvingeart som beskrevs av Hardy 1981. Lispocephala nana ingår i släktet Lispocephala och familjen husflugor. Inga underarter finns listade i Catalogue of Life.